# Jacques d'Escoubleau de Sourdis
Jacques d'Escoubleau de Sourdis, est un prélat français  du  XVIe siècle, évêque de Maillezais de 1543 à 1560. 

## Biographie
Il est fils d'Étienne Escoubleau, seigneur de Retournières, et de Marie de Lusseau. 
Jacques d'Escoubleau de Sourdis devient abbé des abbayes de Mauléon, Preuilly (1536), Airvault (1551),  après l'avoir été de Saint-Martin de Pontoise. Il est nommé évêque de Maillezais en 1543.
Il est l'oncle  de Henri d'Escoubleau de Sourdis (1548-1615), évêque de Maillezais et le grand-oncle du cardinal François d'Escoubleau de Sourdis.